# TV Cabul
A TV Cabul (aportuguesado da TV Kabul), também conhecida como TV Afeganistão (TV Afganistan) e RTA TV, é uma emissora de televisão afegã com sede em Cabul, capital do Afeganistão. É sintonizada em canal aberto analógico e pelo sistema de TV a cabo em Cabul.
Atualmente, a RTA TV é a maior rede de televisão do país, exibindo vários programas jornalistico, entretenimento, filmes, séries, entre outros. para o público. A emissora é responsável pela geração da Radio Television Afghanistan.

## História
Foi criada em agosto de 1978, na época do primeiro presidente do Afeganistão, Daud Khan (1973-1978), que até então, o país só tinha jornais e emissoras de rádios, em constaste dos vizinhos (Irã, União Soviética e Paquistão) que já tinham televisão há mais de 20 anos. A emissora exibia além de programas do governo, como telejornais, programas, séries e filmes afegãos e estrangeiros.
A emissora recebia material da União Soviética e apesar conservadorismo da cidade, os afegãos de classe alta e média compraram televisões, que chegaram até faltar em lojas. Com a queda de Khan e instalação do governo comunista no país, a emissora passa exibir mais horas no ar e propaganda pró-governo contra os guerrilheiros mujahedins que lutaram para derrubar o governo comunista durante os anos 80.
Após a queda do regime comunista em Abril de 1992, as instalações do prédio em que ficava a TV Cabul foram gravemente destruídas nos combates (por facções islâmicas que praticamente dividia a capital Cabul em três), assim como a antena satélite da emissora e o prédio foi fechado. Apesar disso, a emissora manteve-se o ar, juntamente com a irmã Rádio Cabul, sob o governo de Buhanudin Rabani (1992-1996), que venceu facções rivais, mas que continuaram a atacar Cabul.
O jornalista Mohamad Kabir é contratado pela emissora, depois que a emissora em que iniciou sua carreira na TV Candahah, foi fechada em 1994, depois do Taliban dominar a cidade que dá nome a TV.
Em 27 de setembro de 1996, após três dias de batalha, a guerrilha do Taliban avançou e conquistou Cabul, na qual os guerrilheiros invadiram a emissora e destruindo os equipamentos (no entanto, segundo fontes de jornais da época, Taliban chegou na cidade dois dias antes, quando por volta das 18hs do dia 25 de setembro, mandando retirar a emissora do ar). Para o recém-instalado Governo Taliban, de acordo com preceitos do Alcorão, qualquer forma de reproduzir imagens é proibida. Com isso, a televisão foi uns dos primeiros itens a ser proibidos.
O jornalista Mohamad Kabir foi preso e mantido num contêiner de metal por 20 dias, com direito a pão, água e surras diárias. Disse em 2002: "Sabia que se continuasse fazendo reportagens voltaria a ser preso, e deste modo pude ficar longe do Talibã".
De setembro de 1996 a novembro de 2001, Cabul e seus arredores ficaram sem sinais televisivos desta TV, mas poucos afegãos que tinham as televisões e antenas parabólicas e comuns caseiras escondidas, para captar sinais televisivos do Irã, Paquistão, Tajiquistão e até dos Estados Unidos.
Em 1998, o governo Taliban anuncia a proibição formalmente de instalação de emissoras de TV e venda de aparelhos televisivos, como vídeo-cassete (que estava no auge e antecessor do DVD) e antenas parabólicas, determinou que a população que tenha televisão em casa darem para autoridades talibans sem serem punidos. Os que se recusarem a entregar, estarão sob pena de revistarem as casas (uma prática muito comum pelo regime religioso ditatorial). Porém a população de Cabul queixou-se às autoridades talibans, a ocorrência de assaltos nas residências de criminosos que se vestiam e identificaram falsamente como talibans. A revista de casas foi suspensa pelo então governo.
Após os atentados de 11 de setembro de 2001 e a recusa do governo Taliban em entregar Osama Bin Laden, os Estados Unidos (EUA) iniciaram os bombardeios contra alvos talibans nas cidades afegãs, em 7 de outubro e no dia seguinte, bombardeios dos EUA atingiram e derrubaram a antiga torre da TV Cabul, que era usada como transmissão de rádio.
Em novembro, ocorreu o avanço da Aliança do Norte no norte, centro, leste e oeste do país, que entrou em Cabul em 13 de novembro no mesmo ano, vários ex-funcionários da TV Cabul e jornalistas estrangeiros se unem para recolocar a emissora no ar.
Às 18 horas do dia 18 de novembro, a TV Cabul volta ao ar e os residentes em Cabul assistiram aos programas da TV, que contaram com música, entrevistas e noticiários em duas línguas: dari e afegane. Na abertura, contou duas apresentadoras afegãs, Shimuddin Shamsuddin e Mariam Shakebar. De acordo com os dirigentes da TV Cabul, não haverá mais censura ao conteúdo dos programas. A programação vai ao ar das 18 às 21 horas local.
Mariam Shakebar divide a apresentação dos programas com Shamsuddin, apareceu na tela usando apenas um cachecol marrom-e-creme que cobria sua cabeça. Shakebar é a mesma apresentadora de cinco anos antes em 1996, quando tinha 11 anos e apresentava programa para crianças, perdeu emprego na emissora quando o Taliban ter conquistado a cidade e tirado a emissora do ar. Em seguida, a volta do telejornal da emissora e o mesmo apresentador da época em que a emissora saiu do ar em 1996. O telejornal são dois: em dari (às 19 horas) e em pashto (às 19h30), as línguas oficiais do país. Depois do telejornal, apresentou clipes de músicas afegãs para encerrar às 21hs (posteriormente substituídos por filmes).
De acordo com a agência Reuters, citada pela BBC a emissora foi restabelecida quando técnicos afegãos colocaram antena antiga no terraço do Hotel InterContinental, perto dos equipamentos de transmissão das redes de TV estrangeiras, onde há pequena antena satélite, que havia sido destruída por tiros durante os combates (1992-96), foi recuperada e voltou a transmitir os programas.
Nos dias e semanas seguintes, a emissora apresentou diariamente as notícias sobre a guerra dos EUA e aliados afegãos contra Taliban, inclusive foi responsável pela exibição das imagens como foi os Atentados de 11 de Setembro (as transmissões de TVs eram proibidas), notícia que foi ocultada pelas rádios afegãs dos talibans, até a rendição deles no Candahah em 7 de dezembro.
Em 20 de dezembro, a emissora transmite ao vivo, a entrega presidencial de Buhanudin Rabani (que era considerado presidente afegão mesmo sido deposto pelo Taliban em 1996) para o sucessor Hamid Karzai.
Em 10 de janeiro de 2002, Karzai usou a emissora para pedir a saída da Aliança do Norte de Cabul, para ser substituída pela recriada Polícia do Afeganistão.
No mesmo ano, segundo reportagem da Teresa Wiltz (Washington Post, 3 de março), revelou curiosidade da emissora: na entrada do edifício da TV, está parabólica destruída por bombas, ficam quatro guardas armados; numa sala reservada, uma senhora revista as mulheres visitantes; há duas câmeras e antena transmissora que atinge apenas uma parte da cidade com sua bagunçada programação de cinco horas diárias, duas a mais em relação de 2001.
Segundo Wiltz, o jornalista Mohamad Kabir, produz notícias para o telejornal da emissora, apresentado por casal, Roya Muhabat (de 22 anos) e Safi Danshyar (25 anos).  Ele trabalha na sala onde funciona a redação, a alguns lances de escada do estúdio e revela: "Sou como um carpinteiro, trabalho a madeira e eles levam a fama", brinca Kabir, referindo-se aos apresentadores.
Na noite dia 12 de janeiro de 2004, a emissora exibe imagens antigas da cantora afegã Parasto cantando sem o véu, artista famosa no seu país e que vive no Ocidente devido as guerras na década passada, além de dividir opiniões, provocou controvérsia ao reabir o caso das mulheres em que aparecem cantando na TV.
No mesmo ano, exibe propaganda política para presidência do país.
Em anos seguintes, a emissora melhora imagens e sons, o sinal atinge praticamente toda a província de Cabul e maior parte do país, através de retransmissoras e afiliadas.

## Controvérsias
A TV Cabul transmite estritamente o que é de agrado do governo. "Temos problemas, não somos livres.", diz o jornalista Mohamad Kabir, que trabalha na emissora em 2002.
Na noite dia 12 de janeiro de 2004, a emissora exibe imagens antigas da cantora afegã Parasto cantando sem o véu, artista famosa no seu país e que vive no Ocidente devido as guerras na década passada, além de dividir opiniões, provocou controvérsia sobre mulheres em que aparecem cantando na TV, já que eram proibidas desde 1992, quando os mujahedin (guerreiros santos) muçulmanos que tomaram o poder em Cabul, proibiram a exibição de mulheres cantoras, apenas homens. Com a chegada Talibã em 1996, a TV e os cantores foram proibidos.